# Rainvillers
Rainvillers és un municipi francès, situat al departament de l'Oise i a la regió dels Alts de França. L'any 2007 tenia 862 habitants.

## Demografia

### Població
El 2007 la població de fet de Rainvillers era de 862 persones. Hi havia 326 famílies de les quals 56 eren unipersonals (36 homes vivint sols i 20 dones vivint soles), 105 parelles sense fills, 145 parelles amb fills i 20 famílies monoparentals amb fills.
La població ha evolucionat segons el següent gràfic:
Habitants censats

### Habitatges
El 2007 hi havia 344 habitatges, 326 eren l'habitatge principal de la família, 5 eren segones residències i 13 estaven desocupats. Tots els 340 habitatges eren cases. Dels 326 habitatges principals, 298 estaven ocupats pels seus propietaris, 21 estaven llogats i ocupats pels llogaters i 7 estaven cedits a títol gratuït; 4 tenien una cambra, 5 en tenien dues, 34 en tenien tres, 83 en tenien quatre i 199 en tenien cinc o més. 270 habitatges disposaven pel capbaix d'una plaça de pàrquing. A 105 habitatges hi havia un automòbil i a 200 n'hi havia dos o més.

### Piràmide de població
La piràmide de població per edats i sexe el 2009 era:
| Homes | Edats   | Dones |
| ----- | ------- | ----- |
| 4     | 95 o +  | 0     |
| 4     | 90 a 94 | 12    |
| 0     | 85 a 89 | 4     |
| 0     | 80 a 84 | 4     |
| 4     | 75 a 79 | 0     |
| 28    | 70 a 74 | 12    |
| 20    | 65 a 69 | 16    |
| 16    | 60 a 64 | 28    |
| 8     | 55 a 59 | 16    |
| 52    | 50 a 54 | 28    |
| 52    | 45 a 49 | 56    |
| 40    | 40 a 44 | 36    |
| 16    | 35 a 39 | 40    |
| 32    | 30 a 34 | 24    |
| 16    | 25 a 29 | 28    |
| 20    | 20 a 24 | 32    |
| 32    | 15 a 19 | 40    |
| 20    | 10 a 14 | 44    |
| 20    | 5 a 9   | 48    |
| 32    | 0 a 4   | 12    |

## Economia
El 2007 la població en edat de treballar era de 606 persones, 451 eren actives i 155 eren inactives. De les 451 persones actives 421 estaven ocupades (227 homes i 194 dones) i 30 estaven aturades (13 homes i 17 dones). De les 155 persones inactives 63 estaven jubilades, 62 estaven estudiant i 30 estaven classificades com a «altres inactius».

### Ingressos
El 2009 a Rainvillers hi havia 329 unitats fiscals que integraven 882,5 persones, la mediana anual d'ingressos fiscals per persona era de 22.390 €.

### Activitats econòmiques
Dels 31 establiments que hi havia el 2007, 2 eren d'empreses de fabricació d'altres productes industrials, 8 d'empreses de construcció, 5 d'empreses de comerç i reparació d'automòbils, 4 d'empreses de transport, 1 d'una empresa d'hostatgeria i restauració, 2 d'empreses immobiliàries, 7 d'empreses de serveis i 2 d'empreses classificades com a «altres activitats de serveis».
Dels 11 establiments de servei als particulars que hi havia el 2009, 1 era una oficina de correu, 2 tallers de reparació d'automòbils i de material agrícola, 3 paletes, 2 guixaires pintors, 1 fusteria, 1 perruqueria i 1 restaurant.
L'únic establiment comercial que hi havia el 2009 era una carnisseria.

## Equipaments sanitaris i escolars
El 2009 hi havia una escola elemental.

## Poblacions més properes
El següent diagrama mostra les poblacions més properes.